# Из ада в ад
«Из ада в ад» (белор. З пекла ў пекла, нем. Von Hölle zu Hölle) — российско-белорусско-немецкий художественный фильм 1996 года.

## Сюжет
Это история двух молодых семей: еврейской и польской. В польской семье нет детей. В еврейской — девочка. Когда немцы угоняют евреев в лагерь, поляки прячут еврейского ребёнка.
Война заканчивается, отец и мать девочки удивительным образом возвращаются. Он — бежавший из лагеря смерти, прошедший через партизанский отряд, назначен начальником милиции города. Бывшие еврейские дома заняты поляками, дочь уверена, что она — полька, и не желает признавать своих настоящих родителей. Отношение поляков к тем немногим, уцелевшим и вернувшимся с того света к себе домой евреям — крайне негативное, перерастает в погром.

## История создания
Фильм основан на подлинных событиях, произошедших в польском городе Кельце 4 июля 1946 года. Идея и название постановки принадлежат кинопродюсеру Артуру Браунеру, принимавшему участие в создании более 200 фильмов, в том числе — «Европа, Европа».
В интервью сайту Zman.com режиссёр рассказал, что в предложенном ему Браунером сюжете польского сценариста основная идея была в том, что погром — провокация КГБ. Астрахан счёл такой сюжет примитивным и переработал его. Он сказал, что ему было «важно показать „механику“ вражды, то, как нормальные люди в одночасье превращаются в зверей». Он не идеализирует евреев, но считает, что никакие противоречия не могут быть основанием для погромов и массовых убийств.

## В ролях
- Алла Клюка — Анна Сикорская
- Геннадий Назаров — Анджей Сикорский (озвучивает Виктор Манаев)
- Геннадий Свирь — Генрих Гольде
- Аня Клинг — Елена Гольде
- Валерии Валеева — Феля
- Яков Бодо — Марк Маркус
- Май Данциг — профессор  Рихтер (озвучивает Геннадий Овсянников)
- Светлана Крючкова — надзирательница в концлагере (роль озвучила другая актриса) (в титрах не указана)
- Зинаида Зубкова — узница концлагеря
- Олег Корчиков — горожанин
- Валентин Букин — полицейский
- Геннадий Гарбук
- Анатолий Котенёв
- Иван Мацкевич — военный комендант (озвучивает Владимир Сичкарь)
- Августин Милованов
- Любовь Румянцева
- Нина Розанцева
- Артур Федорович — приятель Сикорских
- Пётр Юрченков-старший
- Дмитрий Астрахан — сотрудник Джойнта (в титрах не указан)
- Марк Горонок — Юзик (озвучивает Александр Жданович)

## Номинации и награды
Фильм был номинирован на «Золотой глобус» и получил приз на фестивале «Кинотавр» в Сочи в категории «За лучшую мужскую роль».
В 1997 году фильм получил Приз за лучшую женскую роль (А.Клюка) ОРКФ «Кинотавр—1997» (Сочи) и был номинирован на премию «Золотой Овен» за 1997 год в категории «лучшая актриса» (А.Клюка).